# 周德成墓
周德成墓，位于中国广东省湛江市雷州市龙门镇演家岭，为湛江市雷州市的一个市级文物保护单位，类型为古墓葬，公布时间为2002年10月10日。
周德成墓的历史年代为明代。